# Gerduren
Gerduren is een bestuurslaag in het regentschap Banyumas van de provincie Midden-Java, Indonesië. Gerduren telt 4102 inwoners (volkstelling 2010).